# ایو دولاکور
ایو دولاکور (فرانسوی: Yves Delacour‎؛ ۱۵ مارس ۱۹۳۰ – ۱۴ مارس ۲۰۱۴) قایقران روئینگ اهل فرانسه بود.
وی در مسابقات کشوری و بین‌المللی در مجموع برندهٔ ۱ مدال برنز شده‌است.